# 宾川獐牙菜
宾川獐牙菜（学名：Swertia binchuanensis）为龙胆科獐牙菜属下的一个种。

## 扩展阅读
維基物種上的相關：宾川獐牙菜